# 로날트 체르펠트
로날트 체르펠트(독일어: Ronald Zehrfeld, 1977년 1월 15일~)는 독일의 배우이다.

## 작품 목록

### 영화
- 왓 마이트 해브 빈 (2019년) - 폴 역
- 블레임 게임 (2019년)
- 리뎀션 로드 (2017년)
- 리코, 오스카 앤 더 파스타 디텍티브즈 2 (2015년)
- 집념의 검사 프리츠 바우어 (2015년)
- 피닉스 (2014년)
- 리코, 오스카 앤 더 파스타 디텍티브즈 (2014년)
- 더 킹즈 서렌더 (2014년)
- 인비트윈 월즈 (2014년)
- 루즈 마이 셀프 (2014년)
- 연인들 (2014년) - 빌헬름 본 올조겐 역
- 쇼어즈 오브 호프 (2012년)
- 바바라 (2012년) - 안드레 역
- 파이널데이즈 (2008년)